# 聖弗朗西斯 (阿肯色州)
聖弗朗西斯（英語：St. Francis）是一個位於美國阿肯色州克萊縣的城市。

## 地理
聖弗朗西斯的座標為36°27′13″N 90°08′36″W / 36.45361°N 90.14333°W，而該地的平均海拔高度為90米（即295英尺）。

## 人口
根據2020年美國人口普查的數據，聖弗朗西斯的面積為0.95平方千米，當中陸地面積為0.95平方千米，而水域面積為0.00平方千米。當地共有人口218人，而人口密度為每平方千米229人。